# Рыфтин, Яков Александрович
Яков Александрович Рыфтин (06.07.1905-12.07.1989) — советский учёный, специалист в области ТВ-техники, один из создателей первых в СССР систем оптико-механического и электронного телевидения.

## Биография
Родился в 1905 г. в г. Сарапул Вятской губернии в семье часовщика. В 1913 г. переехал с родителями в Ижевск, после Октябрьской революции — в Харьков.
В 1920—1922 гг. работал в Томске в электротехнических мастерских, в 1922—1925 гг. в Харькове помощником механика, а затем радиомехаником на телефонно-телеграфном заводе; одновременно учился на вечернем Рабфаке им. товарища Котлова.
После окончания физико-математического факультета ЛПИ (Ленинградский политехнический институт)(1930) — зав. лабораторией в Электрофизическом институте.
С 1933 г. зав. сектором электронного ТВ в НИИ телемеханики, где под его руководством была создана первая в СССР электронная система на 180 строк (1935).
Арестован 8 июля 1937 года вскоре после возвращения из американской командировки. Содержался во внутренней тюрьме УГБ при УНКВД Ленинградской области. Освобождён 9 сентября 1939 года в связи с прекращением дела и вернулся во ВНИИТ (НИИ-9). Во время войны — в эвакуации в Красноярске.
В 1945—1974 гг. зав. кафедрой телевидения в ЛЭТИ, с 1974 профессор кафедры, с 1978 по 1988 г. профессор-консультант. Одновременно с 1946 зав. лабораторией ВНИИТ.
Доктор технических наук (1950). Профессор (1947).
Умер в 1989 г. в Ленинграде после тяжёлой продолжительной болезни. Похоронен на Преображенском еврейском кладбище рядом с женой Дорой Давидовной Рыфтиной (1906—1983).

## Научная деятельность
Автор исследований о механизме формирования сигналов в передающих трубках, взаимосвязи четкости и качества изображения, способах разложения в передающих трубках (1933—1961) и общей теории ТВ-систем. Открыл эффект пульсации-адаптации электронного пятна на мишени передающей телевизионной трубки (эффект Рыфтина, 1961). Автор более 130 научных публикаций и изобретений.
Сочинения:
- Телевизионная система. Теория [Текст] / Я. А. Рыфтин. — Москва : Сов. радио, 1967. — 272 с. : ил., граф.